# Enfrentamiento en Nochixtlán
El enfrentamiento en Nochixtlán se refiere a los actos ocurridos en la comunidad de Asunción Nochixtlán en Oaxaca, México el 19 de junio de 2016, en donde policías federales desalojaron a profesores y padres de familia que protestaban ante las reformas educativas implementadas por el gobierno de Enrique Peña Nieto. El operativo dejó al menos seis muertos y 108 heridos, de acuerdo a las cifras de la Comisión Nacional de Seguridad.

## Antecedentes
Durante los años 2012 y 2013, el gobierno de Enrique Peña Nieto promovió la llamada Reforma Educativa, la cual impulsa el Sistema Nacional para la evaluación de la Educación, ante ello, la Coordinadora Nacional de Trabajadores de la Educación (CNTE) ha mostrado su descontento y ha realizado diversas acciones de resistencia. 
Desde mayo de 2016 la CNTE ha efectuado múltiples protestas en diversos Estados de la República como Chiapas, Ciudad de México, Guerrero, Oaxaca y Veracruz. La detención de Rubén Núnez y Francisco Villalobos, dos líderes de la CNTE aprehendidos el 13 de junio, provocó que la agrupación desencadenara una serie de bloqueos carreteros en 37 zonas en Oaxaca; entre ellas, la carretera que conecta Huajuapan de León con la ciudad de Oaxaca, donde se ubica el tramo de Nochixtlán.
El 17 de junio, Petróleos Mexicanos emitió un comunicado advirtiendo que, de continuar los bloqueos, sería necesario detener las actividades en la planta de Salina Cruz y que el paro de operaciones «podría derivar en un desabasto de gasolinas, diésel y turbosina en las zonas a las que abastece la refinería». Ese mismo día, un grupo de policías federales y estatales desalojó el bloqueo de la CNTE al acceso principal a Salina Cruz, con un despliegue de cerca de 800 elementos, en un enfrentamiento que duró cuatro horas.

## Hechos
De acuerdo con la Comisión Nacional de Seguridad, a solicitud del gobernador de Oaxaca, Gabino Cué Monteagudo, la Policía Federal envió apoyo a la policía estatal para el desalojo de distintas vialidades bloqueadas por la CNTE, «con el objetivo de permitir el libre tránsito, particularmente de unidades con productos de primera necesidad, y así evitar el desabasto de víveres.»
La mañana del domingo 19 de junio, la Policía Federal inició un enfrentamiento con los integrantes de la CNTE en la población de Nochixtlán, en el que se utilizaron armas de fuego, gases lacrimógenos y balas de goma.

Vienen con todo esos malditos. Son un chingo de policías que se pararon en la autopista. Echan gases y las balas de sus armas no son de goma, son de verdad. Las ráfagas son constantes. Es un buen contingente de policías. Nos bloquearon. Se desplegaron por el panteón y el hospital del IMSS. No están respetando nada. Vienen con todo esos malditos y los helicópteros realizan sobrevuelos y bajan provisiones a esos perros.
Testimonio de una profesora en Nochixtlán, Proceso, 19 de junio de 2016

La Policía Federal declaró que el grupo que participó en el operativo no portaba armas de fuego ni toletes, sin embargo, fotografías de diversas agencias internacionales de noticias como Associated Press y Xinhua desmentían esta afirmación. La reacción de la Comisión Nacional de Seguridad fue señalar a las imágenes como «falsas», resaltando que «la actuación de los efectivos federales se encuentra apegada a los protocolos establecidos para hacer cumplir la ley sin violentar los derechos humanos de la ciudadanía».
Más tarde, la policía reconocía que sí hubo uso de armas de fuego, aunque según su versión, este ocurrió cuando «grupos radicales» comenzaron a disparar contra la población y los agentes federales, lo que los obligó a «cambiar de estrategia»; y que «muy al final del proceso llegó personal con armas; ya había pasado todo, ya habíamos ordenado el repliegue táctico». Enrique Galindo, comisionado general de la Comisión Nacional de Seguridad, calificó como «emboscada» la reacción de los manifestantes contra la policía. Por su parte, el gobernador Cué justificó el operativo para «recobrar la gobernabilidad y el estado de derecho» en la entidad.

## Saldo
Según cifras del gobierno de Oaxaca y la Comisión Nacional de Seguridad, el saldo del enfrentamiento asciende a 108 personas heridas y ocho muertos. De las personas heridas, 53 fueron civiles y 55 policías.
Por su parte, la CNTE señaló que la cifra de muertos por el enfrentamiento asciende a 10 personas, uno de ellos profesor y el resto padres de familia involucrados en «en la pelea por la defensa de la educación». El gobernador Cué indicó que ninguna de las víctimas civiles era maestro.
El enfrentamiento también dejó 23 personas detenidas, de las cuales, 18 fueron arrestadas mientras se encontraban en un cementerio local preparando un funeral. Las 23 personas fueron liberadas por el Ministerio Público el 22 de junio, después de que no se encontraran pruebas suficientes para acusarlos por el delito de obstrucción de las vías de comunicación.

### Civiles fallecidos
Cinco civiles fallecidos fueron identificados como: 
1. Andrés Aguilar Sanabria, profesor de educación indígena
2. Yalid Jiménez Santiago, de 29 años
3. Anselmo Cruz Aquino, comerciante de 33 años
4. Jesús Cadena, estudiante de 19 años
5. Óscar Nicolás Santiago, de 22 años.

## Reacciones
El 20 de junio, Amnistía Internacional llamó al gobierno mexicano a esclarecer los hechos. En un comunicado, la organización destacó que «reconoce que las autoridades tienen la obligación de controlar el orden público y tomar medidas para prevenir, investigar y sancionar los responsables por actos de violencia, pero estas medidas tienen que ser proporcionadas y apegadas a las normas internacionales de derechos humanos». Por otro lado, se registraron protestas en diversos estados de la República en respuestas al enfrentamiento. Además, la CNTE mantuvo los bloqueos en diversos puntos de Oaxaca.
El presidente Enrique Peña Nieto, vía Twitter, declaró:
- Ante los lamentables hechos de violencia ocurridos el día de ayer en Nochixtlán, Oaxaca:[24]
- Lamento la pérdida de vidas humanas. Mi solidaridad con sus familiares, así como con las personas que resultaron heridas.[25]
- Di indicaciones a las instituciones de salud del @Gobmx para que apoyen al Gobierno de Oaxaca en la atención de los lesionados.[26]
- La @PGR_mx apoyará a la Fiscalía Gral. Del Estado de Oaxaca en la investigación para deslindar responsabilidades y castigar a responsables.[27]
- He girado instrucciones para que, en el marco de la ley, se tomen las acciones necesarias para solucionar el conflicto.[28]

El 21 de junio, la Secretaría de Gobernación aceptó reunirse con la Comisión Nacional Única Negociadora de la CNTE el día 22. El secretario de educación, Aurelio Nuño Mayer señaló que el diálogo sería político y no se abordaría la reforma educativa. Por su parte, la Oficina en México del Alto Comisionado de las Naciones Unidas para los Derechos Humanos condenó los hechos y solicitó una investigación independiente.
Adelfo Regino Montes, quien desempeñaba el cargo de secretario en Asuntos Indígenas y Daniel Gutiérrez Gutiérrez, cuyo cargo era secretario del trabajo, renunciaron al gabinete de gobernador Gabino Cué Monteagudo al considerar que los actos ocurridos han reprimido violentamente a los ciudadanos oaxaqueños.